# Distrito de Cáceres del Perú
El distrito de Cáceres del Perú, de facto llamado con el nombre de su capital distrito de Jimbe, es uno de los nueve distritos que conforman la provincia del Santa ubicada en la margen derecha del río Colca en el departamento de Áncash en el Norte del Perú. 

## Historia
Fue creado mediante Ley del 13 de octubre de 1886, en el gobierno del Presidente Andrés Avelino Cáceres. 

## Geografía
Tiene una superficie de 549,78 km².
Su capital es la ciudad de Jimbe.  A fuerza de uso, suele denominarse al distrito con el nombre de su capital.

## Autoridades

### Municipales
- 2011 - 2014[3]
  - Alcalde: Lorenzo Mercedes Navarrete León, del Movimiento Movimiento Independiente Regional Río Santa Caudaloso (MIRRSC).
  - Regidores: Víctor Jesús Chávez Sánchez (MIRRSC), José Carlos Uceda Sánchez (MIRRSC), Gladys Elsa Chauca Caballero de Herrera (MIRRSC), Jessica Esperanza Luna Real (MIRRSC), Rafael Aníbal Velásquez Sánchez (Cuenta Conmigo).